# Mercury MA-9

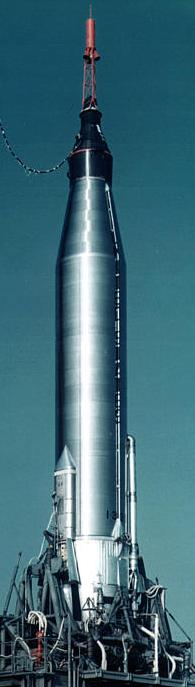
Mercury Atlas 9 lancering

Mercury MA-9 was de zesde en laatste bemande ruimtevlucht in het kader van het Amerikaanse Mercury-programma. De capsule genaamd Faith 7 met aan boord Gordon Cooper werd gelanceerd met een Atlas-raket, en maakte 22 omwentelingen om de aarde. Tijdens de laatste omwentelingen viel een aantal instrumenten uit en er trad kortsluiting op. Cooper slaagde er echter in om een perfecte landing uit te voeren.  
Deze vlucht duurde ruim 2 dagen en 10 uur, de andere Mercury-vluchten duurden nooit langer dan 10 uur. 

## Vluchtgegevens
- lancering:
  - tijd: 15 mei 1963 13:04 GMT
  - plaats: Cape Canaveral Air Force Station, Verenigde Staten (lanceercomplex LC14)
- landing:
  - tijd: 17 mei 1963 23:24 GMT
  - plaats: 185 km OZO van Midway Islands, Stille Oceaan
- duur van de vlucht: 2,430 dagen (2 dagen 10 uur 20 min.)
- bemanning: Gordon Cooper (1e vlucht van twee ruimtevluchten)